# Kelvin Herrera
Kelvin de Jesús Herrera Mercado (nacido el 31 de diciembre de 1989 en Tenares) es un ex lanzador de Grandes Ligas y actual político Dominicano, durante su carrera militó para los equipos Kansas City Royals, Chicago White Sox y Washington Nationals es  Alcalde electo Tenares del periodo 2024-2028

## Carrera profesional

### Kansas City Royals
Herrera junto con Will Myers representó a los Reales en el Juego de Futuras Estrellas de 2011.
Fue llamado a las Grandes Ligas por primera vez el 21 de septiembre de 2011. Permitió tres carreras en dos entradas de labor.
2012 fue una gran temporada para Herrera. Apareció en 76 partidos y tuvo efectividad de 2.35 en 84 entradas con 77 ponches. El 30 de agosto de 2012 consiguió salvar a su primer juego.
Herrera tuvo un desempeño menor en 2013 y pasó parte del año en las menores. Su efectividad en las Grandes Ligas de elevó a 3.86 y permitió nueve jonrones en 59 apariciones.
En 2014 Herrera se convirtió en la opción principal de mánager Ned Yost para lanzar en la séptima entrada. Junto con el preparador Wade Davis y el cerrador Greg Holland, fue parte de uno de los tríos de relevistas más prolíficos de todo el béisbol. Su efectividad fue de 1.41, la mejor marca de su carrera, y no permitió un jonrón durante toda la temporada regular. Tuvo su primer turno al bate profesional en el Juego 3 de la Serie Mundial en San Francisco, recibiendo un ponche.
Durante un partido contra los Atléticos de Oakland el 19 de abril de 2015, Herrera fue expulsado por lanzar un lanzamiento detrás de Brett Lawrie. Un juego antes de este incidente, su compañero de equipo Yordano Ventura también fue expulsado por golpear a Lawrie. El 22 de abril de 2015, Herrera fue suspendido 5 juegos, y decidió apelar la suspensión. El 25 de abril de 2015, Herrera fue suspendido un adicional de 2 juegos por su participación en una pelea contra los Medias Blancas de Chicago.
Tras alrededor de 14 años de carrera y 10 temporadas en las Grandes Ligas el 26 de febrero de 2021 anunció su retiro como jugador.

## Clásico Mundial de Béisbol
Herrera fue parte del equipo Dominicano que resultó ganador del Clásico Mundial de Béisbol 2013. 

## Estilo de lanzar
Herrera lanza con gran velocidad; su recta promedia 98 mph y alcanza las 103 mph. Utiliza también un cambio de velocidad de 87-88 mph y ocasionalmente una curva alrededor de 80 mph.